# Gobierno Provisional de Lituania

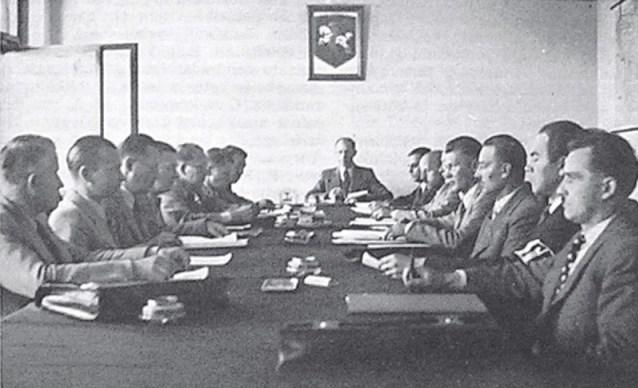
Sesión del Gobierno Provisional de Lituania bajo la presidencia de Juozas Ambrazevičius en Kaunas, Lituania, 1941

El Gobierno Provisional de Lituania (en lituano: Laikinoji Vyriausybė) fue un gobierno temporal que tenía como objetivo la independencia de Lituania durante los últimos días de la anexión a la Unión Soviética y los primeros meses de la ocupación alemana en 1941.
Se formó en secreto el 22 de abril de 1941, se anunció el 23 de junio de 1941 y se disolvió el 5 de agosto de 1941. Se formó a partir de los miembros del Frente Activista Lituano (LAF) en Kaunas y Vilna.

## Historia
| "¡Atención! ¡Atención! Al habla (Kaunas)). Lituania independiente. Declaración de restauración de la independencia de Lituania. El gobierno provisional formado de la Lituania recién renacida declara que está restaurando el estado libre e independiente de Lituania. Delante de la Conciencia pura del mundo entero, el joven estado de Lituania promete con entusiasmo contribuir a la organización de Europa sobre una nueva base. La nación lituana, atormentada por el terror brutal (bolchevique), decidió construir su futuro sobre la base de la unidad nacional y justicia social ".—- Leonas Prapuolenis, el primer anunciante del Gobierno Provisional a través de la radio de Kaunas recién capturada. Los rebeldes lituanos liberaron el territorio de Lituania antes de la llegada de la Wehrmacht y rescataron a más de 300 prisioneros políticos que habrían sido asesinados por la Cheka. Además, el Levantamiento de Junio sentó las bases para la resistencia antinazi que luego se transformó en una resistencia antisoviética. |

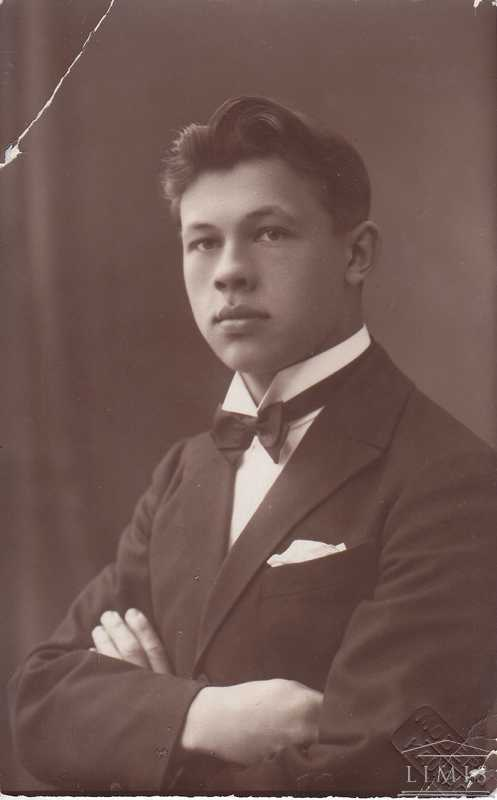
Juozas Ambrazevičius-Brazaitis, Primer Ministro del Gobierno Provisional.

El Gobierno Provisional fue confirmado el 22 de junio de 1941 al comienzo del Levantamiento de junio. Sin embargo, el líder del LAF, Kazys Škirpa, que se suponía que se convertiría en el Primer Ministro, estaba en Alemania en ese momento, con la esperanza de obtener el reconocimiento de Lituania (también fue exenviado de Lituania a Alemania y, por lo tanto, continuó residiendo allí). Dado que el régimen nazi vio a Lituania como parte de una futura Gran Alemania, no estaba muy interesado en la independencia de Lituania, pero permitió que el Gobierno Provisional operara mientras fuera útil. A Kazys Škirpa no se le permitió salir de Alemania y regresar a Lituania para unirse al gobierno; y fue puesto bajo arresto domiciliario. Rapolas Skipitis, otro futuro ministro que también había estado en Berlín en ese momento, le fue permitido irse.
Vytautas Bulvičius, que era Ministro de Defensa, fue detenido por las fuerzas soviéticas el 2 de junio. Por lo tanto, su lugar fue ocupado por el general Stasys Raštikis. El 21 de junio de 1941 (justo un día antes de que Alemania declarara la guerra a la Unión Soviética), los soviéticos arrestaron a cuatro miembros del planeado  gobierno: (Vladas Nasevičius, Vytautas Statkus, Jonas Masiliūnas y Jonas Vainauskas); fueron encarcelados en la prisión de Gorki en Moscú. El juicio comenzó el 26 de noviembre de 1941 (después de que terminara el levantamiento y mientras Lituania todavía estaba ocupada por Alemania). Se dictaron sentencias el 28 de noviembre: Bulvičius fue ejecutado, mientras que Masiliūnas, Nasevičius y Statkus fueron exiliados a Siberia, junto con otras personas detenidas al mismo tiempo.
El historiador literario Juozas Ambrazevičius (también conocido como Juozas Brazaitis) fue nombrado primer ministro interino ocupando el lugar de Škirpa.
El Gobierno Provisional hizo poco para detener la violencia contra los judíos alentada por los nazis y el liderazgo antisemita del Frente Activista Lituano. Los batallones de policía lituanos formados por el Gobierno Provisional ayudaron a los nazis a llevar a cabo el Holocausto.
El Gobierno Provisional fue disuelto en agosto de 1941 después de no lograr su objetivo de una Lituania autónoma, si no independiente, bajo el patrocinio alemán.

## El gabinete

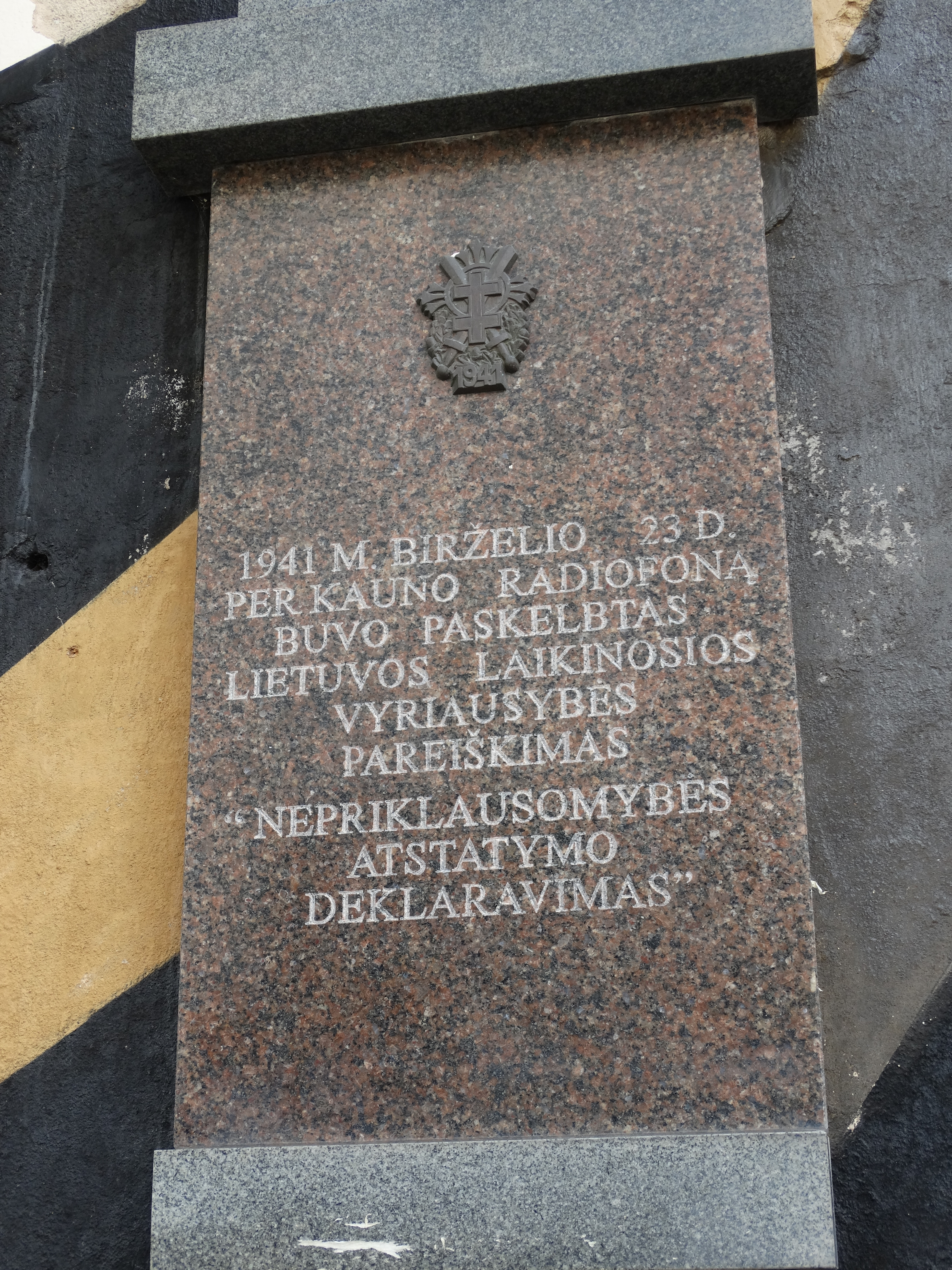
Placa conmemorativa en la pared del antiguo radioteléfono de Kaunas.

La composición del Gobierno Provisional fue:
- Primer Ministro: el Coronel Kazys Škirpa (se le impidió asumir el cargo y se le puso bajo arresto domiciliario en Berlín)
- Educación/Primer Ministro en funciones: Juozas Ambrazevičius/Juozas Brazaitis
- Defensa: el Mayor Vytautas Bulvičius (arrestado por los rusos el 2 de junio, ejecutado en noviembre), más tarde el general Stasys Raštikis
- Asuntos exteriores: Rapolas Skipitis (no pudo salir de Berlín)
- Interior: Vladas Nasevičius (arrestado por los soviéticos el 21 de junio, después exiliado a Siberia)
- Economía: Jonas Matulionis
- Salud: Ksaveras Vencius
- Comercio: Vytautas Statkus (arrestado por los soviéticos el 21 de junio, después exiliado a Siberia)
- Industria: el doctor ingeniero Adolfas Damušis
- Agricultura: el profesor Balys Vitkus
- Seguridad Social: el doctor Juozas Pajaujis-Javis
- Infraestructura: el ingeniero Vytautas Landsbergis-Žemkalnis
- Comunicación: Jonas Masiliūnas (arrestado por los soviéticos el 21 de junio, después exiliado a Siberia)
- Interventor del Estado: Jonas Vainauskas (arrestado por los soviéticos el 21 de junio)